# En förlorads dagbok
En förlorads dagbok är en tysk stumfilm från 1929 i regi av Georg Wilhelm Pabst. Den bygger på Margarete Böhmes uppmärksammade och framgångsrika roman Tagebuch einer Verlorenen från 1905.

## Rollista
- Louise Brooks – Thymian
- André Roanne – greve Nicolas Osdorff
- Josef Rovenský – Robert Henning
- Fritz Rasp – Meinert
- Vera Pawlowa – tant Frieda
- Franziska Kinz – Meta
- Arnold Korff – greve Osdorff den äldre
- Andrews Engelmann – anstaltsdirektör
- Sybille Schmitz – Elisabeth
- Edith Meinhard – Erika
- Siegfried Arno – gäst
- Kurt Gerron – doktor Vitalis